# El aquelarre (1798)
El aquelarre es uno de los seis pequeños cuadros que pintó Francisco de Goya entre 1797 y 1798 para el palacio de recreo de los duques de Osuna, en la finca que ellos tenían en la Alameda de Osuna (hoy parque del Capricho), entonces a las afueras de Madrid, cerca del pueblo de Barajas. Más tarde, después de 1928, José Lázaro Galdiano lo compró para su colección particular y actualmente forma parte de los fondos pictóricos de la Fundación Lázaro Galdiano.

## Análisis del cuadro
El lienzo muestra un ritual de aquelarre, presidido por el gran macho cabrío, una de las formas que toma el demonio, en el centro de la composición. A su alrededor aparecen brujas ancianas y jóvenes que le dan niños con los que, según la superstición de la época, se alimentaba. En el cielo, de noche, brilla la luna y se ven animales nocturnos volando (que podrían ser murciélagos). En la serie de la que forma parte se encuentran también otros cinco cuadros de similar temática y dimensiones, que son: Vuelo de brujas´ (Museo del Prado), El conjuro (Museo Lázaro Galdiano), La cocina de las brujas (colección privada, México), El hechizado por la fuerza (National Gallery de Londres) y El convidado de piedra (hoy en paradero desconocido).
La escena pertenece a la estética de «lo sublime terrible», caracterizada por la preceptiva artística de la época también en el prerromanticismo literario y musical y que tiene su paralelo en el Sturm und Drang alemán. Se trataba de provocar un desasosiego en el espectador con el carácter de pesadilla. En este cuadro y en la serie a la que pertenece se acentúan los tonos oscuros, y es por ello que la ambientación se sitúa en un paisaje nocturno. En el momento de la ejecución de esta serie, Goya se encuentra trabajando en Los caprichos con los cuales guarda una estrecha relación. El tema de la brujería estaba de actualidad entre los ilustrados españoles amigos del pintor, especialmente inclinado a él estaba Leandro Fernández de Moratín.